# Asnières-sur-Saône
Asnières-sur-Saône là một xã ở tỉnh Ain, vùng Auvergne-Rhône-Alpes thuộc miền đông nước Pháp.